# 横浜市立二つ橋高等特別支援学校
横浜市立二つ橋高等特別支援学校（よこはましりつ ふたつばしこうとうとくべつしえんがっこう）は、神奈川県横浜市瀬谷区二ツ橋町に所在する高等部単独の特別支援学校である。軽度の知的障害を有する生徒に対して職業教育を行っており、4つの職業コースを設置している。

## 概要
本校は、比較的障害の程度が軽い知的障害等のある生徒を対象に、企業就労を通じた社会的自立を目的とした職業教育を実施している。学区は横浜市内全域である。
1学年あたりの募集定員は約48名で、1クラス8名の6クラス編成である。入学に際しては調査書および適性検査の結果により判断される。受検資格は、公共交通機関などを利用して自力で通学が可能な軽度の知的障害等を有する者を対象としており、おおむね「愛の手帳（療育手帳）」のB2程度を取得できるレベルの者が目安とされている。

## 教育課程
| 職業コース         | 主な学習内容                                     |
| ------------------ | ------------------------------------------------ |
| オフィス・ロジ     | 名刺作成・在庫管理・受注作業・製本作業・印刷作業 |
| アメニティサービス | ベッドメイキング・清掃・介護                     |
| 製造・加工         | 農作物栽培・カフェ備品制作                       |
| フードサービス     | カフェ運営・フードメニュー開発                   |

実習は、都内を中心に、1年生は後期に1週間、3年生は4週間の実習を前期と後期に計2回行われる。

## 部活動
- 書道部[1]
- 音楽部
- パソコン部
- 家庭科部
- 美術部
- バスケットボール部
- 陸上部
- 野球部

## 行事
- 1年生：地域散策、遠足、校外学習[1]
- 2年生：修学旅行（北海道または大阪方面へ3日間）、校外学習
- 3年生：卒業遠足（東京ディズニーリゾート）
- 全校：スポーツデイ（前期と後期の年2回）、学習発表会（2月開催）

## 所在地
〒246-0021　神奈川県横浜市瀬谷区二ツ橋町470番地

## 周辺施設
- 神奈川県立三ツ境支援学校
- 横浜市立二つ橋小学校

## アクセス
- 相鉄線「三ツ境駅」より大和駅方面に徒歩13分